# L'Hôpital-Saint-Blaise

L'Hôpital-Saint-Blaise este o comună în departamentul Pyrénées-Atlantiques din sud-vestul Franței. În 2009 avea o populație de 81 de locuitori.

## Monumente
Biserica romanică din secolul al XII-lea este înscrisă în lista UNESCO a patrimoniului universal.

## Evoluția populației
| An        | 1975 | 1982 | 1990 | 1999 | 2006 | 2009 |
| --------- | ---- | ---- | ---- | ---- | ---- | ---- |
| Populație | 74   | 64   | 76   | 74   | 73   | 81   |